# Amable Louis Claude Pagnest
Amable Louis Claude Pagnest, né le 9 juin 1790 à Paris, mort dans la même ville le 25 mai 1819, est un peintre français.

## Biographie
Élève de Jacques-Louis David, il a remporté le prix de la demi-figure peinte dite concours du torse en 1813. Il exposa des portraits au Salon de 1814 à 1819.

## Œuvres
- Portrait du général Lasalle, en colonel d'artillerie, 1814, huile sur toile, 67 x 56 cm, Paris, musée du Louvre[2],[b] ;
- Portrait de Monsieur Nanteuil-Lanorville, administrateur général des Messageries royales, Salon de 1817, Paris, musée du Louvre[3] ;
- Le Gladiateur, musée des Beaux-Arts de Reims.

## Iconographie
- Alexis Nicolas Noël a dessiné un portrait de son collègue, sans doute lorsqu'ils étaient tous les deux dans l'atelier de David. Sanguine conservée au musée du Louvre, département des Arts graphiques[4] ;
- Intérieur de l'atelier de David au Collège des Quatre-Nations, 1813, par Léon Mathieu Cochereau, Paris, musée du Louvre. Cochereau l'a représenté dans l'atelier de David parmi d'autres élèves.